# Daniel Barenboim
Daniel Barenboim (Buenos Aires, Argentina, 1942) és un músic argentí de família jueva d'origen rus, nacionalitzat israelià, espanyol i palestí. Barenboim va assolir la fama com a pianista, encara que amb posterioritat ha obtingut un gran reconeixement com a director d'orquestra. El 1991 va ser nomenat director titular de l'Orquestra Estatal de Berlín i el 6 de gener de 2023 va anunciar que el 31 del mateix mes deixaria el càrrec a causa d'una malaltia neurològica que patia des de feia algun temps.

## Biografia
Barenboim va començar les seves lliçons de piano a l'edat de cinc anys amb la seva mare, continuant-les després amb el seu pare que va quedar com el seu únic professor. L'agost de 1950, amb tan sols set anys, va interpretar el seu primer concert a la ciutat de Buenos Aires.
El 1952, la família Barenboim es va traslladar a Israel. Dos anys més tard, els seus pares el van enviar a Salzburg perquè prengués classes sota la direcció d'Ígor Markévitx. Durant aquell estiu va conèixer Wilhelm Furtwängler, per al qual va tocar el piano. L'any 1955 va estudiar harmonia i composició amb Nadia Boulanger a París.

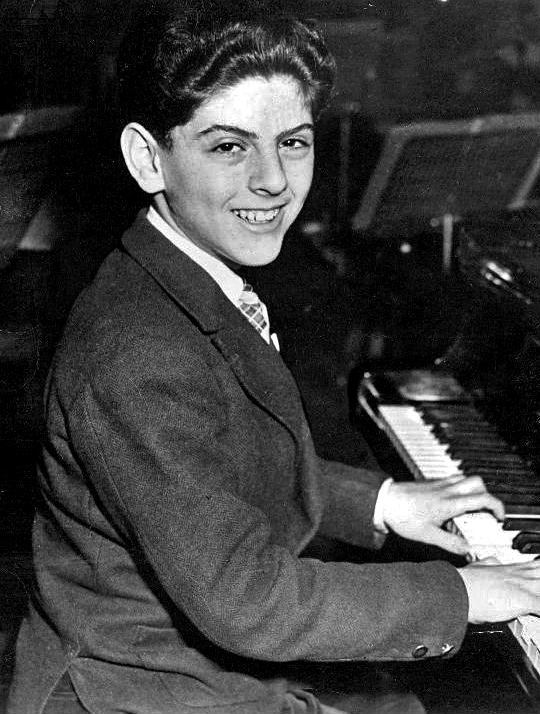
Daniel Barenboim el 1958 amb quinze anys

El debut de Barenboim al piano es va produir a la ciutat de Viena el 1952, per continuar fent concerts a París aquell mateix any, Londres el 1956 i Nova York el 1957 sota la batuta de Leopold Stokowski. En els anys següents es van succeir regularment els seus concerts per Europa, Estats Units, Sud-amèrica i l'Extrem Orient.
El seu primer enregistrament data de 1954. Més tard enregistraria les sonates per a piano de Mozart i Beethoven, així com concerts per a piano de Mozart, Beethoven i Brahms i Béla Bartok.
Després del seu debut com a director amb l'Orquestra Filharmònica de Londres l'any 1967, va rebre invitacions de nombroses orquestres simfòniques europees i americanes. Entre 1975 i 1989 va ser director musical de l'Orquestra de París on va dirigir nombroses peces de música contemporània.
El seu debut com a director d'òpera va tenir lloc el 1973 amb la representació de Don Giovanni de Mozart al Festival d'Edimburg. Posteriorment, el 1981 va debutar al Festival de Bayreuth, on va dirigir amb regularitat fins a l'any 1999.
Fins al 2006 Barenboim va ser el director musical de l'Orquestra Simfònica de Chicago, càrrec al qual va accedir l'any 1991 en substitució de Sir Georg Solti. Va ser, a més, el director musical general de la Deutsche Staatsoper de Berlín des de 1992 fins al 2010. Des d'octubre del 2011 és director musical del Teatro alla Scala de Milà.
A més de les seves activitats com pianista i director d'orquestra, Barenboim ha compost diversos tangos.
Barenboim va contreure matrimoni l'any 1967 amb la notable cellista britànica Jacqueline du Pré, la carrera de la qual es va veure tràgicament truncada per una esclerosi múltiple, i de qui va tenir cura fins a la seva mort el 1987. Tanmateix, durant la fase terminal de la malaltia de Du Pré, Barenboim va iniciar una relació amb la pianista russa Elena Bashkirova, amb qui va tenir dos fills, David Arthur (1983), i Michael (1985), i amb qui es va casar en quedar vidu.

## Wagner a Israel
El 7 de juliol de 2001, Barenboim va dirigir la Staatskapelle Berlin en la representació de l'òpera de Wagner Tristan und Isolde al festival d'Israel celebrat a la ciutat de Jerusalem. El concert va esclatar en cridòria, sent Barenboim titllat de pro-nazi i feixista per alguns dels presents. La música de Wagner ha estat tabú a Israel per les teories d'Adolf Hitler sobre la puresa racial i l'exterminació dels jueus alimentades en part pels escrits antisemites de Wagner, el seu compositor favorit. En l'Alemanya nazi, la seva música va ser utilitzada per a la propaganda, i interpretada en els camps de concentració.
Barenboim havia d'interpretar al principi el primer acte de Die Walküre amb tres cantants, entre els quals hi havia el tenor espanyol Plácido Domingo. No obstant això, les protestes dels supervivents de l'holocaust i del govern israelià van forçar a l'organització del festival a buscar un programa alternatiu. Barenboim va accedir a substituir la peça "ofensiva" per composicions de Schumann i Stravinski, encara que no sense mostrar el seu desacord amb la decisió. Així, finalitzat el concert, va declarar que en el bis interpretarien una peça de Wagner, convidant a aquells dels presents que tinguessin alguna objecció a abandonar la sala.
La majoria de l'auditori va respondre amb una ovació, però una minoria va expressar la seva desaprovació. Barenboim va estar mitja hora explicant en hebreu a l'audiència les seves raons per a interpretar la peça i sol·licitant als que protestaven que permetessin que la música es pogués escoltar. Barenboim va dir que havia decidit desafiar el tabú quan en una conferència de premsa a la qual havia assistit la setmana anterior havia sentit en un telèfon mòbil la melodia principal de La cavalcada de les valquíries, de Wagner: «Si està permès escoltar-la en el timbre d'un telèfon, per què no podem interpretar-la en una sala de concerts?».

## El conflicte palestí

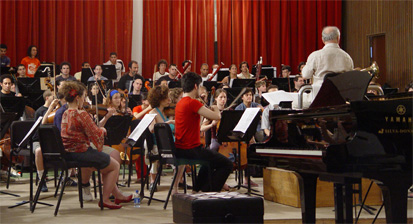
Assaig de la West-East Divan Orchestra l'any 2005 a Sevilla

Barenboim ha expressat constantment el seu desacord amb l'ocupació israeliana de la franja de Gaza i Cisjordània, on sol realitzar representacions, dient que la seva pàtria adoptiva, «en combatre contra la identitat del poble palestí, ha perdut el seu capital moral».
El 1999, juntament amb l'escriptor nord-americà d'origen palestí Edward Said, amb qui tenia una gran amistat, va fundar la West-East Divan Orchestra, una iniciativa per a reunir cada estiu un grup de joves talentosos d'Israel i de països àrabs. Per aquest motiu, ambdós foren guardonats l'any 2002 amb el Premi Príncep d'Astúries de la Concòrdia.
L'any 2006 fou guardonat, juntament amb la West-East Divan Orchestra, amb el Premi Internacional Terenci Moix en l'apartat de Personatge de l'any en arts escèniques.

## Guardons
Al llarg de la seva carrera Daniel Barenboim ha rebut diversos premis:
Premis Grammy
- 1976: Millor Àlbum Clàssic de l'Any per Beethoven: The Five Piano Concertos
- 1990: Millor interpretació de música de cambra per Brahms: The Three Violin Sonatas (amb Itzhak Perlman)
- 1991: Millor interpretació d'Orquestra per Corigliano: Symphony No. 1
- 1994: Millor interpretació de música de cambra per Beethoven/Mozart: Quintets (Chicago-Berlin)
- 2001: Millor interpretació solista instrumental (amb orquestra) per Strauss Wind Concertos (Horn Concerto; Oboe Concerto, etc.)
- 2002: Millor gravació d'Òpera per Wagner: Tannhäuser

Altres premis
- 2006: Premi Internacional Terenci Moix al personatge de l'any en arts escèniques.[5][6]
- 2007: Medalla Goethe[7]
- Comanador de l'orde del Mèrit de la República Federal Alemanya